# Список депутатов Рийгикогу Эстонии XI созыва
Полный список депутатов Парламента Эстонии созыва 2007—2011 годов. Избраны на парламентских выборах 2007 года

## Реформистская партия
(31 место)
1. Рейн Айдма
2. Андрус Ансип
3. Пеэп Ару
4. Ханнес Асток
5. Меэлис Атонен
6. Иви Эенмаа
7. Игорь Грязин
8. Лайне Яанес
9. Урмас Клаас
10. Тынис Кыйв
11. Рейн Ланг
12. Маргус Лепик
13. Юрген Лиги
14. Вяйно Линде
15. Лайри Луйк
16. Марет Марипуу
17. Сильвер Мейкар
18. Кристен Михал
19. Татьяна Муравьева
20. Кристина Оюланд
21. Урмас Паэт
22. Калле Паллинг
23. Кейт Пентус
24. Яанус Рахумяги
25. Мати Райдма
26. Райн Росиманнус
27. Пауль-Эерик Руммо
28. Таави Рыйвас
29. Имре Сооаэр
30. Яанус Тамкиви
31. Харри Ыунапуу

## Центристская партия
(29 мест)
1. Яак Ааб
2. Энн Эесмаа
3. Эльдар Эфендиев
4. Хелле Алда
5. Валерий Корб
6. Яаан Кундла
7. Тийт Куусмик
8. Калле Лаанет
9. Лаури Лааси
10. Хеймар Ленк
11. Инара Луйгас
12. Ааду Муст
13. Кадри Муст
14. Сирье Овийр
15. Нелли Привалова
16. Юри Ратас
17. Рейн Ратас
18. Майлис Репс
19. Арво Сарапуу
20. Эдгар Сависаар
21. Вилья Сависаар
22. Эвелин Сепп
23. Айн Сеппик
24. Михаил Стальнухин
25. Ольга Сытник
26. Тойво Тоотсен
27. Марика Туус
28. Томас Варек
29. Владимир Вельман

## "Союз Отечество - Республика"
(19 мест)
1. Яак Аавиксоо
2. Энее Эргма
3. Андрес Херкель
4. Кайа Ива
5. Тармо Кыутс
6. Март Лаар
7. Тынис Лукас
8. Марко Михкельсон
9. Эрки Ноол
10. Март Нутть
11. Юхан Партс
12. Марко Померантс
13. Урмас Рейнсалу
14. Хелир-Валдор Сеэдер
15. Пеэтер Тульвисте
16. Томас Тынисте
17. Кен-Марти Вахер
18. Тривими Веллисте
19. Таави Вескимяги

## Социал-демократическая партия
(10 мест)
1. Пеэтер Крейтцберг
2. Свен Миксер
3. Эйки Нестор
4. Ивари Падар
5. Хельо Пикхоф
6. Индрек Саар
7. Катрин Сакс
8. Марк Соосаар
9. Андрес Таранд
10. Лийна Тыниссон

## "Народный союз Эстонии"
(6 мест)
1. Яанус Марранди
2. Виллу Рейльян
3. Карел Рюйтли
4. Эрика Салумяэ
5. Майт Трейял
6. Эстер Туйксоо

## "Эстонские зеленые"
(6 мест)
1. Март Юсси
2. Валдур Лахтвее
3. Алексей Лотман
4. Марет Мерисаар
5. Марек Страндберг
6. Томас Трапидо